# Епархия Маннар
 Епархия Маннар (лат. Dioecesis Kurunegalaensis) — епархия Римско-Католической Церкви с центром в городе Маннар в Шри-Ланке. Епархия Маннар входит в архиепархию Коломбо.

## История
24 января 1981 года Святой Престол учредил епархию Маннар, выделившуюся от епархии Джаффны. В 1983 году на территории епархии Маннар произошел вооруженный конфликт с организацией Тигры Илама, в результате которого было разрушено более половины домов жителей епархии Маннар.

## Ординарии
- епископ Thomas Savundaranayagam (24.01.1981 — 6.07.1992);
- епископ Rayappu Joseph (с 6.07.1992 — по настоящее время).

## Источник
- Annuario Pontificio, Ватикан, 2005.